# Carolin Schäfer
Carolin Schäfer (* 5. Dezember 1991 in Bad Wildungen) ist eine ehemalige deutsche Leichtathletin, die sich auf den Siebenkampf spezialisiert hat. Sie konkurrierte auch beim 100-Meter-Hürdenlauf und im Hochsprung. Ihr größter Erfolg ist die Silbermedaille im Siebenkampf bei den Weltmeisterschaften 2017 in London.

## Berufsweg
Carolin Schäfer ist seit Januar 2016 Polizeikommissarin und gehört der Sportfördergruppe der hessischen Polizei an.

## Sportliche Karriere
Schäfer kam durch ihren Bruder zur Leichtathletik. 2007 erregte sie zum ersten Mal internationale Aufmerksamkeit, als sie bei den U18-Weltmeisterschaften Vizeweltmeisterin im Siebenkampf wurde. 2008 wurde Schäfer deutsche B-Jugendmeisterin sowohl im Siebenkampf als auch im Hallenfünfkampf und errang bei den U20-Weltmeisterschaften ihren ersten internationalen Titel als Weltmeisterin im Siebenkampf. 2009 bestätigte sie ihre Form und wurde deutsche A-Jugendmeisterin im Hallenfünfkampf und im Siebenkampf U20-Europameisterin.
Am 17. Juli 2011 belegte sie in Ostrava mit 5941 Punkten den 5. Platz bei den U23-Europameisterschaften. 2012 erreichte Carolin Schäfer beim Mehrkampf-Meeting in Ulm mit 6072 Punkten ihre persönliche Bestleistung. Sie verpasste damit nur knapp die Olympianorm (6150), hatte aber den EM-Richtwert (5960) übertroffen und wurde für diesen Wettbewerb nominiert.
Bei den Europameisterschaften 2012 in Helsinki belegte sie mit 6003 Punkten den 11. Platz und etablierte sich mit dieser Platzierung auch auf dem internationalen Parkett der Erwachsenen. Nach der Disqualifikation der ukrainischen Silbermedaillengewinnerin Ljudmyla Jossypenko rückte sie auf den 10. Platz vor. 2013 gewann sie in Abwesenheit der Jahresbesten Rath, Mächtig und Biesenbach mit 5804 Punkten die in Lage ausgetragenen Deutschen Mehrkampfmeisterschaften.
Am 1. Juni 2014 verbesserte sie beim Mehrkampf-Meeting Götzis ihre Bestleistung um 314 auf 6386 Punkte. Zu den Europameisterschaften in Zürich reiste sie damit als zweitbeste Deutsche an und erreichte mit neuer persönlichen Bestleistung von 6395 Punkten Platz 4, wobei sie neue Bestleistungen in den Einzeldisziplinen Weitsprung und 100 Meter Hürden aufstellte. 2015 konnte sie den Fünfkampf der Halleneuropameisterschaften in Prag wegen Wadenproblemen nicht beenden. Am 31. Mai 2015 steigerte sie sich beim Mehrkampf-Meeting in Götzis auf 6547 Punkte, nachdem sie sich am 9. Mai bei einem Vierkampf in Neuwied in guter Frühform gezeigt hatte. Beim Siebenkampf in Ratingen einen Monat später absolvierte sie nur fünf Disziplinen und verzichtete auf den 200- und 800-Meter-Lauf, da sie sich nach einer Erkältung nicht fit genug fühlte. Im Hochsprung und Hürdensprint trat sie bei den Deutschen Meisterschaften an, wo sie mit 1,75 m Sechste und 13,58 s Vierte wurde.
Den Siebenkampf der Olympischen Spiele in Rio de Janeiro 2016 beendete sie als Fünftplatzierte, wobei sie mit 6540 Punkten nur knapp unter ihrer persönlichen Bestleistung blieb. In Götzis verbesserte sie 2017 ihren persönlichen Rekord um 279 Punkte auf 6836 Punkte. Mit fünf neuen Bestleistungen in den Disziplinen belegte sie am Ende Platz zwei hinter der Vorjahresolympiasiegerin Nafissatou Thiam. Die Leistung markierte gleichzeitig das beste Ergebnis einer deutschen Siebenkämpferin seit dem deutschen Rekord von Sabine Braun.
Ab 1. Januar 2017 startete sie erneut für die LG Eintracht Frankfurt, wo sie bereits 2014 war. Ab 1. Januar 2015 gehörte Schäfer ihrem Heimatverein TV Friedrichstein Alt-Wildungen 1911 e. V. an, bei dem sie auch vor ihrem ersten Wechsel nach Frankfurt war und in ihrer Jugendzeit die Grundlage für die Erfolge geschaffen wurde. Trotz der Vereinswechsel wohnt und trainiert Schäfer in Frankfurt bei den Eintracht-Mehrkämpfern. Nach 2017 wurde Schäfer 2018 erneut zu Hessens Sportlerin des Jahres gewählt.
Bei den Olympischen Spielen in Tokio 2021 belegte Carolin Schäfer den siebten Platz. Für die Weltmeisterschaften 2022 in Eugene, Oregon wurde sie nicht nominiert. Bei den Europameisterschaften 2022 in München belegte sie den sechsten Platz.
Im Juli 2024 kündigte Schäfer ihr Karriereende nach den Olympischen Sommerspielen 2024 in Paris an. Bei ihrem letzten Wettkampf belegte sie mit einer persönlichen Saisonbestleistung den 17. Rang.

## Auszeichnungen
- 2014: Sportplakette des Landes Hessen
- 2014: Hessens Sportlerin des Jahres
- 2017: Hessens Sportlerin des Jahres
- 2017: Frankfurts Sportlerin des Jahres
- 2018: Hessens Sportlerin des Jahres
- 2018: Taufpatin des hessischen Polizeibootes HESSEN 3 in Gernsheim
- 2025: Lebenslange Mitgliedschaft bei Eintracht Frankfurt e. V.

## Trivia
Schäfer war bis zu dessen Unfalltod mit dem Volleyballspieler Dennis Hefter liiert.

## Bestleistungen
(Stand: 31. Dezember 2021)

| Leistungsentwicklung | Leistungsentwicklung | Leistungsentwicklung | Leistungsentwicklung | Leistungsentwicklung | Leistungsentwicklung | Leistungsentwicklung | Leistungsentwicklung | Leistungsentwicklung | Leistungsentwicklung |
| Jahr                 | Alter                | Punkte               | 100 m Hürden         | Hochsprung           | Kugelstoßen          | 200 m                | Weitsprung           | Speerwurf            | 800 m                |
| -------------------- | -------------------- | -------------------- | -------------------- | -------------------- | -------------------- | -------------------- | -------------------- | -------------------- | -------------------- |
| 2007                 | 15                   | 5544                 | 14,76 s              | 1,69 m               | 12,20 m              | 24,62 s              | 5,54 m               | 43,91 m              | 2:20,78 min          |
| 2008                 | 16                   | 5833                 | 14,10 s              | 1,78 m               | 12,42 m              | 24,53 s              | 5,78 m               | 44,02 m              | 2:22,94 min          |
| 2009                 | 17                   | 5697                 | 14,27 s              | 1,70 m               | 12,78 m              | 25,08 s              | 5,83 m               | 48,51 m              | 2:21,67 min          |
| 2010                 | 18                   | 5333                 | 14,32 s              | 1,74 m               | 12,84 m              | 25,20 s              | 5,69 m               | 46,80 m              | 2:38,06 min          |
| 2011                 | 19                   | 5941                 | 14,32 s              | 1,79 m               | 13,11 m              | 24,40 s              | 6,03 m               | 46,55 m              | 2:25,38 min          |
| 2012                 | 20                   | 6072                 | 13,68 s              | 1,74 m               | 13,50 m              | 24,19 s              | 5,91 m               | 49,50 m              | 2:22,88 min          |
| 2013                 | 21                   | 5972                 | 13,54 s              | 1,75 m               | 13,20 m              | 24,40 s              | 6,00 m               | 46,68 m              | 2:22,91 min          |
| 2014                 | 22                   | 6395                 | 13,20 s              | 1,84 m               | 13,37 m              | 23,78 s              | 6,30 m               | 48,76 m              | 2:15,55 min          |
| 2015                 | 23                   | 6547                 | 13,44 s              | 1,84 m               | 14,06 m              | 23,53 s              | 6,23 m               | 49,08 m              | 2:14,10 min          |
| 2016                 | 24                   | 6557                 | 13,12 s              | 1,83 m               | 14,57 m              | 23,37 s              | 6,31 m               | 50,73 m              | 2:16,52 min          |
| 2017                 | 25                   | 6836                 | 13,07 s              | 1,86 m               | 14,84 m              | 23,27 s              | 6,57 m               | 49,80 m              | 2:14,73 min          |
| 2018                 | 26                   | 6602                 | 13,13 s              | 1,80 m               | 14,12 m              | 23,73 s              | 6,24 m               | 53,73 m              | 2:14,65 min          |
| 2019                 | 27                   | 6426                 | 13,24 s              | 1,80 m               | 14,02 m              | 23,97 s              | 6,18 m               | 51,07 m              | 2:14,25 min          |
| 2020                 | 28                   | 6319                 | 13,40 s              | 1,80 m               | 13,83 m              | 24,12 s              | 6,07 m               | 50,33 m              | 2:16,90 min          |
| 2021                 | 29                   | 6419                 | 13,29 s              | 1,80 m               | 13,99 m              | 24,33 s              | 5,78 m               | 54,10 m              | 2:14,82 min          |

* Persönliche Bestleistung: 6836 Punkte (27./28. Mai 2017) im Siebenkampf

## Erfolge
National
- 2008: Deutsche B-Jugendmeisterin im Hallenfünfkampf 2008[15]
- 2008: Deutsche B-Jugendmeisterin im Siebenkampf 2008[15]
- 2009: Deutsche A-Jugendmeisterin im Hallenfünfkampf 2009[15]
- 2013: Deutsche Meisterschaften (Siebenkampf)

International
- 2007: Vizeweltmeisterin U18 in Ostrava
- 2008: Weltmeisterin U20-Weltmeisterschaften in Bydgoszcz
- 2009: Europameisterin U20-Europameisterschaften in Novi Sad
- 2011: 5. Platz U23-Europameisterschaften in Ostrava
- 2012: 10. Platz Europameisterschaften in Helsinki[16]
- 2014: 4. Platz Europameisterschaften in Zürich
- 2016: 5. Platz Olympische Spiele in Rio de Janeiro
- 2017: Silbermedaille Weltmeisterschaften in London
- 2018: Bronzemedaille Europameisterschaften in Berlin